# Wojenny Przemysł Naftowy
Wojenny Przemysł Naftowy – polska organizacja powołana 2 września 1939.
Organizacja „Wojenny Przemysł Naftowy” została powołana zarządzeniem ministra przemysłu i handlu Antoniego Romana wydany w porozumieniu z ministrem spraw wojskowych Tadeuszem Kasprzyckim już po wybuchu II wojny światowej w dniu 2 września 1939 w trakcie kampanii wrześniowej. Formalnie Wojenny Przemysł Naftowy został powołany na podstawie art. 53 ust. 2 ustawy z 30 marca 1939 o powszechnym obowiązku świadczeń rzeczowych (Dz. U. RP Nr 300, poz. 200) oraz art. 1 ustawy z 18 marca 1932 ustawy o regulowaniu stosunków w przemyśle naftowym (Dz. U. RP Nr 7/1936, poz. 83).
Postanowiono, że istniejąca organizacja przymusowa „Polski Eksport Naftowy” z siedzibą we Lwowie, działająca na podstawie rozporządzenia ministra przemysłu i handlu z 30 stycznia 1936 (Dz. U. RP Nr 10/1936, poz. 99), została rozszerzona (§ 1). W jej zakresie, poza przedsiębiorstwami o charakterze naftowo-rafineryjnym, gazolinowym i innymi, wytwarzającymi produkty naftowe, włączono także wszystkie przedsiębiorstwa prowadzące kopalnie ropy naftowej i gazu ziemnego, przedsiębiorstwa magazynowo-transportowe ropy naftowej i gazu ziemnego oraz przedsiębiorstwa zajmujące się handlem produktami naftowymi, stanowiące organizacje własnych przedsiębiorstw rafineryjnych i gazolinowych (§ 1). Zreorganizowaną organizację nazwano „Wojenny Przemysł Naftowy” (§ 2). Został uchylony statut Polskiego Eksportu Naftowego wydany 22 grudnia 1936 (M. P. RP z 30 grudnia 1936, Nr 302, poz. 534) i ogłoszono statut Wojennego Przemysłu Naftowego (§ 3). zarządzenie weszło w życie z dniem ogłoszenia (§ 4). Wraz z zarządzeniem opublikowano także statut Wojennego Przemysłu Naftowego.